# Poříčí (Praha)

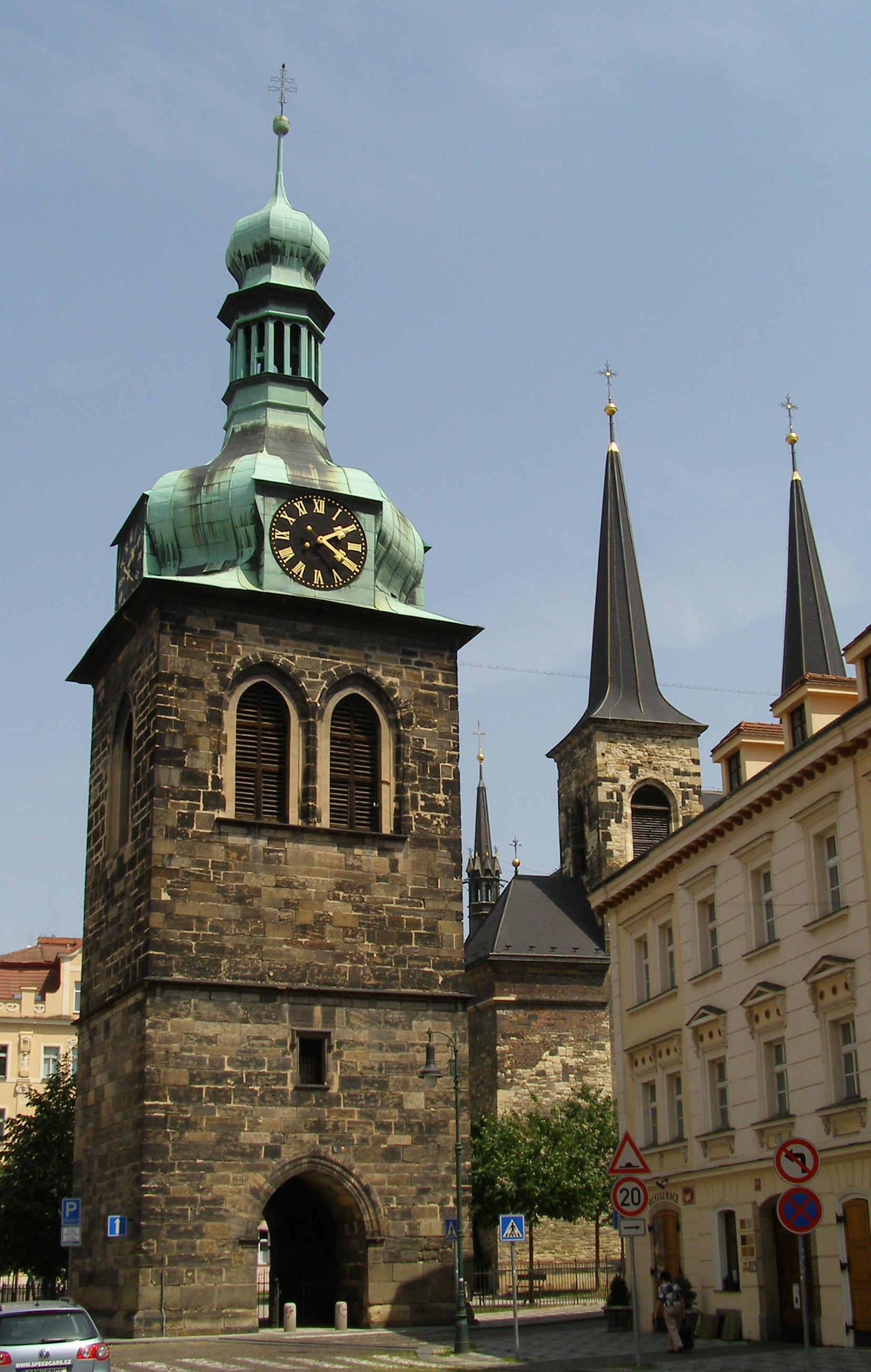
Kostel sv. Petra Na Poříčí

Poříčí byla zaniklá osada na břehu Vltavy, dnes součást pražského Nového Města. Rozkládala se přibližně na území, jež by se dalo vymezit dnešními ulicemi Na Poříčí a Revoluční třídou, na východě Těšnovem a na severu břehem Vltavy.

## Vznik
Přesná doba vzniku osady není známa. Mlýny na Poříčí a kostel sv. Klimenta jsou připomněny již v nadační listině Boleslava II. z konce 10. století. Usazují se zde němečtí kupci. Přes osadu, jež byla zřejmě až do konce 13. století ryze německá, vedla důležitá obchodní cesta zvaná Vicus Teutonicum.

## Privilegia a práva
Kníže Soběslav II. osadě uděluje na konci 12. století ochranné privilegium, uznávající částečně její samosprávu. Její součástí je i svobodná volba faráře německou obcí a také možnost vlastních soudů, kdy přísahy mohou být prováděny ve vlastním kostele. Tím je románský kostel sv. Petra, který zde vzniká v první polovině 12. století, dokončen je zřejmě ve 3. polovině 12. století.

## Kláštery
Asi kolem roku 1200 ke kostelu uvedl moravský markrabě Vladislav Jindřich řád německých rytířů, který tu založil svůj špitál a také své sídlo. Po smrti svého manžela, Přemysla Otakara I., se zde Konstancie Uherská rozhodla založit klášter cisterciaček a kvůli tomu vykoupila kostel, špitál a okolní polnosti od řádu německých rytířů, který přesídlil k nedalekému kostelu sv. Benedikta. Nakonec ale klášter cisterciaček založila u Tišnova. Kostel sv. Petra i s dalšími majetky odkoupenými od německých rytířů darovala špitálu sv. Františka, který téhož roku založila její dcera Anežka.
Z původního špitálního bratrstva se postupně stal nový český církevní řád křižovníků. Byl dále podporován Anežkou a jeho vznik potvrdil i papež Innocenc IV. (v roce 1250) a zároveň pražskému biskupovi Mikulášovi nařídil udělit novému řádu jeho znaky. Slavnostní udělení se konalo 17. června 1252 právě u Sv. Petra. Toho roku byl také postaven nedaleko kostela nový řádový dům a to již ve slohu gotickém. Nový řád ale vzápětí začal se stavbou nového ústředí u staroměstského konce tehdejšího Juditina mostu, kam postupně přesunul své sídlo. Sv. Petra s okolím si ale nechal a dále zde provozoval špitál i zajišťoval bohoslužby.

## Zánik osady
Roku 1280 zaplavila velká povodeň velkou část osady včetně kostela. Odnesla také zásoby obilí, v kostele uskladněné. To způsobilo hladomor a vzápětí přicházely i různé epidemie. U kostela byl vykopán velký hromadný hrob, z kterého se postupně vyvínul hřbitov. Později se také začalo s opravou kostela.
V roce 1348 přišel další zásadní zlom v historii osady – Karel IV. založil a vyměřil Nové Město pražské. Velká část osady se stala jeho součástí a samostatná historie osady tak skončila.